# 摩爾門教徒
耶穌基督後期教會成員是指研讀摩爾門經和聖經的基督教信徒。崇拜耶穌基督和祂的教導。摩爾門經是古代美洲大陸的紀錄，教會成員藉由研讀摩爾門經和聖經可以更加了解耶穌基督和祂的教導。並且相信神依舊在現代的世代中召喚先知，並且啟示給每個人在這世代中應該要注意的事。在每年的4月和10月有總會教友大會，聆聽近代的先知、十二使徒、七十員的演講。耶穌基督後期聖徒教會還有教會有教會雜誌利阿賀拿，讓人可以獲得指引、力量。